# Bluechip-Arena
Die bluechip-Arena ist ein Fußballstadion in der thüringischen Stadt Meuselwitz im Landkreis Altenburger Land. Der Fußballverein ZFC Meuselwitz trägt hier seine Heimspiele aus. Der Namenssponsor ist der in Meuselwitz ansässige Computer-Hersteller bluechip.

## Geschichte
Eröffnet wurde das Stadion 1952. Die zwischen 2002 und 2004 für 4,2 Mio. € renovierte Spielstätte bietet heute 5260 Zuschauerplätze (davon 1216 Sitzplätze). Die Namen der vier Ränge mit insgesamt 1216 Sitzplätzen wurden an Sponsoren verkauft. Darüber hinaus gibt es 4044 Stehplätze.
Zu der gesamten Anlage gehören ein weiterer Rasenplatz mit 700 Plätzen (250 Sitzplätze) und Flutlichtanlage in den Maßen 92 × 64 Meter und ein Kunstrasenplatz der Größe 94 × 62 Meter mit Flutlicht. Es stehen 605 Parkplätze zur Verfügung. Zusätzlich stehen u. a. eine Minigolfanlage, ein Kinderspielplatz und eine Kegelbahn bereit. Zwischen 2007 und 2008 wurde die Nord-Tribüne für 515.000 € überdacht und die Anlage erweitert.
Das Meuselwitzer Stadion war einer von zwölf mitteldeutschen Austragungsorten der U-17-Fußball-Europameisterschaft 2009 in Deutschland. Hier fand am 9. Mai 2009 das Spiel Türkei gegen die Niederlande (1:2) statt.
Für das Spiel der 1. Hauptrunde im DFB-Pokal 2010/11 am 15. August 2010 des ZFC gegen den 1. FC Köln wurde die Anlage für die Begegnung auf 9018 Plätze aufgestockt. An diesem Tag war das Stadion ausverkauft und auch der Zuschauerrekord aufgestellt.